# Ischnocolus mogadorensis
Ischnocolus mogadorensis là một loài nhện trong họ Theraphosidae.
Loài này thuộc chi Ischnocolus. Ischnocolus mogadorensis được Eugène Simon miêu tả năm 1909.